# Prawo Fittsa
Prawo Fittsa (ang. Fitts’s law lub Fitts’ law) – prawo stosowane w komunikacji człowiek–maszyna, mówiące o tym, że czas potrzebny na przesunięcie się do określonego celu, zależy od rozmiaru celu i dystansu do niego.

D – odległość do celu (Target) o wymiarze W

Prawo Fittsa stosowane jest zarówno do bezpośrednich ruchów ręką, jak i za pomocą urządzeń wskazujących.
Nazwa tego prawa pochodzi od Paula Fittsa, który był psychologiem z Uniwersytetu Stanu Ohio. Prawo Fittsa zostało opublikowane w pracach z lat 1954 i 1964. Fitts był ekspertem w dziedzinie psychologii lotnictwa, a jego badania przyczyniły się do poprawy bezpieczeństwa poprzez umiejscowienie przyrządów w kokpicie w sposób bardziej ergonomiczny. Model ten znalazł istotne zastosowanie w latach 70. XX w. podczas początkowych badań nad urządzeniami wejściowymi komputerów. Oryginalny model opisywał, jak szybko człowiek może wskazać na fizyczny przycisk, a okazało się, że ten sam zestaw zasad reguluje, jak szybko można wskazać element docelowy za pomocą kursora myszki.
Jednym z matematycznych sformułowań tego prawa jest równanie:
{\displaystyle MT=a+b\cdot \log _{2}\left({\frac {2A}{W}}+c\right),}
gdzie:
{\displaystyle MT} – średni czas potrzebny na dotarcie do celu przez kursor,
{\displaystyle a} – czas startu urządzenia wskazującego, natomiast {\displaystyle b} to prędkość urządzenia. Obie stałe wyznacza się w sposób empiryczny,
{\displaystyle 2A} – dystans pomiędzy środkiem a punktem początkowym,
{\displaystyle W} – szerokość celu, mierzona wzdłuż osi, w której porusza się kursor,
{\displaystyle c} – stała, która wynosi 0, ½ lub 1, w zależności od środowiska.

## Przykłady zastosowań
- Wpływ prawa Fittsa na interfejs użytkownika – Projektanci interfejsów wychodzą z założenia, że im dalej przycisk znajduje się od aktualnej pozycji wskaźnika myszy, tym większy jest średni czas przebycia wskaźnika do przycisku. Czas dotarcia do pożądanego miejsca na ekranie komputera można efektywnie poprawić poprzez: przybliżenie kontrolek bliżej siebie lub ich zwiększenie. Przez lata monitory stawały się coraz większe, przez co rozdzielczość ich także wzrosła. Prawo Fittsa mówi, że aktualna wydajność myszki gwałtownie spada.
- Przykład interfejsu w programie Microsoft Word – W pierwszej wersji programu Microsoft Word interfejs był zaprojektowany dla wspólnej maksymalnej rozdzielczości ekranu 640x480 pikseli, a sam pasek narzędzi był zbudowany z przycisków o wielkości 20x20 pikseli oraz z ikonek o wielkości 16x16 pikseli. Problem pojawił się w wersji Microsoft Word 2003, gdy aplikacje powszechnie były uruchamiane w rozdzielczości 1600x1200 pikseli, a pasek narzędziowy pozostał bez zmian. Ponieważ ekrany były większe, dotarcie kursorem do paska narzędziowego stało się dłuższe. Skutkiem tego był wzrost wartości {\displaystyle MT.}

W wyniku przeprowadzonej analizy w pakiecie Office 2007 zostały wprowadzone bardzo ważne zmiany, takie jak:
- Wstążka Po pierwsze, większość zakładek na wstążce jest oznakowana. Przyciski są większe i łatwiej je znaleźć. Wraz ze wzrostem rozdzielczości szerokość wstążki zwiększa się. Wprowadzone zmiany znacznie poprawiły użyteczność programu.

- Minipasek narzędziowy został zaprojektowany zgodnie z założeniami prawa Fittsa. Gdy tekst zostanie zaznaczony lub kliknie się prawym przyciskiem myszy, pasek pojawia się tuż obok kursora. Kontrolki są małe, ale ponieważ są położone bezpośrednio obok kursora, są one łatwe do odnalezienia.

Podane powyżej przykłady z pakietu Microsoft Office 2007 świetnie obrazują zasadę zmniejszenia średniego czasu dotarcia kursora do celu {\displaystyle MT.} Wstążka zwiększa parametr {\displaystyle W} natomiast minipasek narzędziowy ma na celu zmniejszenie parametru {\displaystyle A.}